# Spike en Tyke
Spike en Tyke (Engels: Spike and Tyke) zijn twee bijfiguren uit de Amerikaanse tekenfilmreeks Tom en Jerry van William Hanna en Joseph Barbera. Spike - in vroege films Bulldog, Killer of Butch geheten - is een Engelse buldog die in hetzelfde huis als Tom en Jerry woont. Hij is waakzaam en vriendelijk, maar in latere films ook een liefdevolle en beschermende vader voor zijn zoon Tyke.  

## Achtergrond
Spike maakte zijn debuut in 1942 in Dog Trouble als een gemeenschappelijke vijand voor Tom en Jerry; hij had hier nog geen naam en geen monologen. In 1944 had Spike zijn eerste sprekende rol in The Bodyguard waarin hij door Jerry uit een noodsituatie werd gehaald en zich vervolgens opstelde als diens trouwe beschermer; acht jaar later werd hier een vervolg op gemaakt in Fit to Be Tied.
In veel films was Spike de brute dommekracht wiens sterke en zwakke punten door zowel Tom als Jerry werden uitgebuit.
Met de komst van zoon Tyke in Love That Pup (1949) werd Spike zachter van karakter en kreeg Jerry een nieuw wapen in handen om Tom in de problemen te brengen. Zodoende ontstond de running gag waarbij Spike de intieme vader-zoon-momenten zag verstoord door het gejaag van Tom achter Jerry en Tyke daar de dupe van werd. Spike dreigde met fysiek geweld indien Tom in de herhaling zou gaan, en Jerry zorgde er voor dat dat ook gebeurde. Zelfs op momenten dat duidelijk was dat Jerry de boel manipuleerde wist hij buiten schot te blijven, ook omdat Spike geen fan was van Tom. 
De volgende films vormen hier een uitzondering op:
The Truce Hurts (1948)Spike, Tom en Jerry sluiten vrede met elkaar; alles gaat goed totdat ze een biefstuk moeten verdelen.
Hiccup Pup! (1954)Tom helpt bij toeval Spike en Tyke van de hik af, en mag voortaan doen wat hij wil. Jerry gaat er halsoverkop vandoor; "om gezondheidsredenen".
Pet Peeve (1954)Spike en Tom zitten allebei achter Jerry aan, opdat slechts een hen mag blijven als huisdier. Spike reageert aangeslagen wanneer Tom besluit het huis te verlaten; dit blijkt een val te zijn om hem buiten te sluiten. Door een mislukte actie moeten ze allebei vertrekken.

### Verder verloop
In 1957 werden er twee solofilms uitgebracht van Spike en Tyke; Give and Tyke en Scat Cats. Een jaar later stopte MGM met het vervaardigen van tekenfilms en begonnen Hanna en Barbera hun eigen studio; Spike en Tyke werden gebruikt als voorbeeld voor de  teckels Augie Doggie & Doggie Daddy die in 1959 hun opwachting maakten op televisie. Pas vanaf de jaren 70 keerden Spike en Tyke terug in de nieuwe versies van Tom en Jerry, zowel in bij- als hoofdrollen; in Tom & Jerry Kids zijn Spike en Tyke nog steeds vader en zoon, en heeft ook Tyke een sprekende rol. 